# Crash Bandicoot 2: N-Tranced
Crash Bandicoot 2: N-Tranced, известная в Японии как Crash Bandicoot Advance 2: Gurugurusaimin Dai Panic!? (яп. クラッシュ・バンディクー アドバンス2 ぐるぐるさいみん大パニック!? Курассю Бандику: Адобансу 2 Гуругурусаймин дай Паникку!?) — игра в жанре платформер, опубликованная Universal Interactive Studios (в Японии — Konami) и разработанная Vicarious Visions для Game Boy Advance. В Северной Америке вышла 7 января 2003 года, в Европе — 14 марта, в Японии — 4 декабря.
Crash Bandicoot 2: N-Tranced — это восьмая игра серии Crash Bandicoot и вторая часть, вышедшая на портативной консоли. Сюжет игры завязан на очередном подвиге главного героя, Крэша Бандикута, спасающего своих друзей из-под гипноза главного злодея CBNT — доктора Нефариуса Тропи, и его союзника, Н. Транса.

## Отзывы
| Сводный рейтинг    | Сводный рейтинг |
| Агрегатор          | Оценка          |
| ------------------ | --------------- |
| GameRankings       | 75,07 %         |
| Metacritic         | 75/100          |
| Иноязычные издания |                 |
| Издание            | Оценка          |
| AllGame            | 3,5/5           |
| EGM                | 6,5/10          |
| Eurogamer          | 6/10            |
| Game Informer      | 7,5/10          |
| GamePro            | 4/5             |
| GameSpot           | 7,3/10          |
| GameSpy            | 78/100          |
| GameZone           | 8,3/10          |
| IGN                | 8,5/10          |
| Nintendo Power     | 8/10            |
| Play (UK)          | 8/10            |

В целом, Crash Bandicoot 2: N-Tranced получила положительные отзывы от критиков. На сайте-агрегаторе Metacritic рейтинг игры составляет 75 баллов из 100, на GameRankings — 75,07 %.